# آبراهام لینکلن (نقاشی)
آبراهام لینکلن نقاشی‌ای است از نقاش آمریکایی، جورج هیلی (۱۸۰۸ - ۱۸۹۴ میلادی) که در سال ۱۸۶۹ میلادی و بعد از گذشت چهار سال از قتل لینکلن کشیده شد.
آبراهام لینکلن، شانزدهمین رئیس‌جمهور آمریکا و یکی از ۳ رئیس‌جمهور محبوب این کشور بود که در ۱۴ آوریل ۱۸۶۵ میلادی توسط یک بازیگر تئاتر ترور شد. این اثر از میان پرتره گروهی چهارگانه هیلی که به صلح‌سازان (به انگلیسی: Peace Makers) معروف است و در عرشه کشتی کوئین ریور در شهر سیتی پوینت در ایالت ویرجینیا، کمتر از یک ماه از کشته شدن لینکلن و در جریان مذاکرات صلح در واپسین روزهای جنگ داخلی آمریکا انتخاب شده‌است.
هیلی در زمره پرکارترین نقاشان پرتره در آمریکا و بعضاً جهان است که حدود ۱۳۰ اثر پرتره منتسب به اوست.
پرتره آبراهام لینکلن هم اینک در اتاق ناهارخوری دولت در طبقه اول کاخ سفید و در ضلع جنوبی غربی ساختمان قرار دارد و تحت مالکیت موزه این کاخ است.